# Sándor Simonyi-Semadam

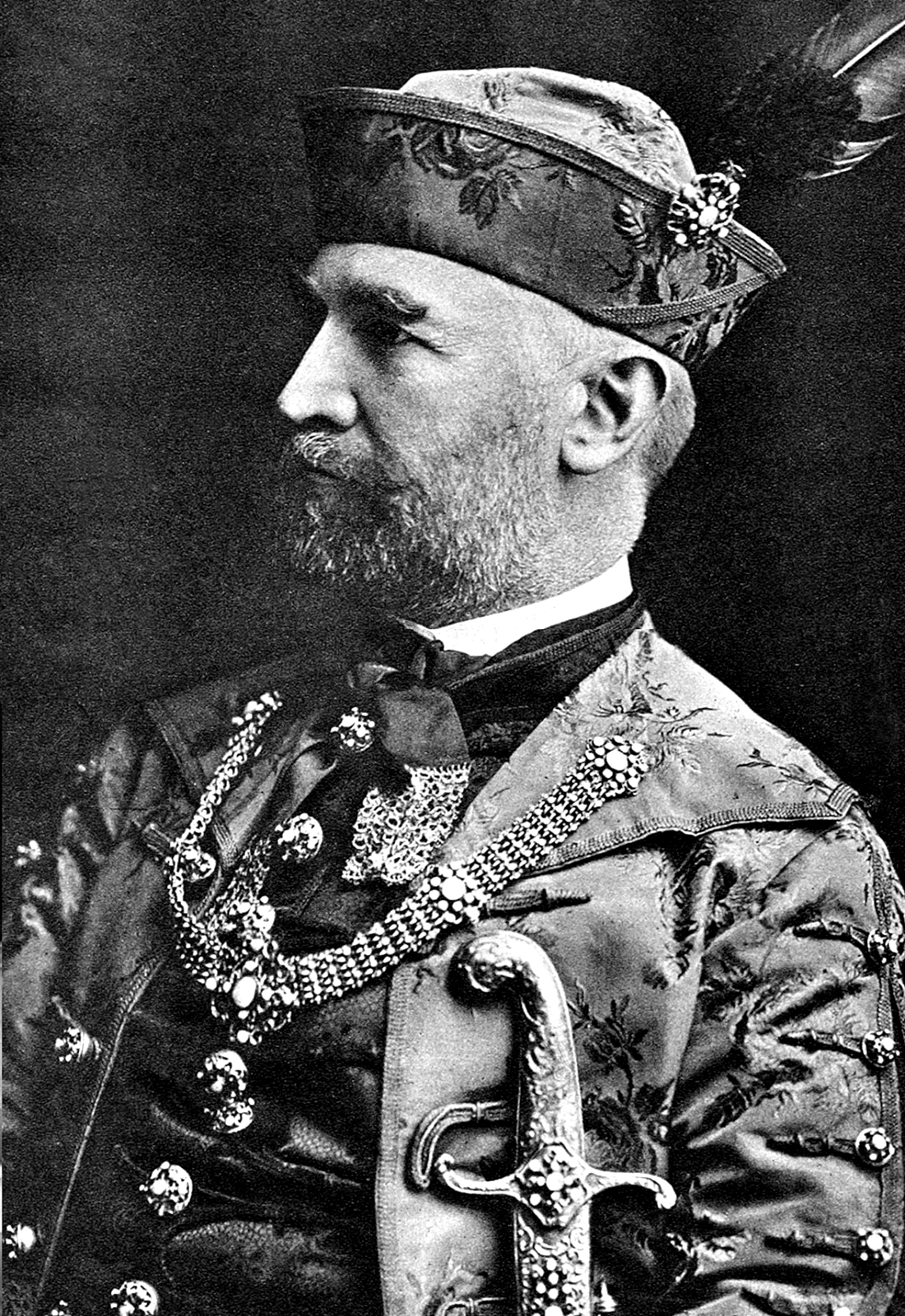
Sándor Simonyi-Semadam in 1920

Sándor Simonyi-Semadam (Csesznek, 23 maart 1864 - Boedapest, 4 juni 1946) was een Hongaars advocaat, politicus en bankier. Van maart tot juli 1920 vulde hij de functie van premier van Hongarije in.

## Biografie
Als kamerlid voor de Partij van Christelijke Nationale Eenheid kwam Simonyi-Semadam in 1916 voor de eerste keer in de Rijksdag. Tijdens de Eerste Wereldoorlog verloor hij zijn zoon Sándor Simonyi-Semadam jr. Onder het communistische regime van Béla Kun werd hij in 1919 aangehouden en kwam slechts door toeval weer vrij. Miklós Horthy, Reichsverweser of regent van Hongarije, benoemde hem in maart 1920 tot premier en kende hem ook de portefeuille Buitenlandse Zaken toe. 
Tijdens zijn ambtstermijn werd het Nationaal Leger in toom gehouden, het Verdrag van Trianon ondertekend (waardoor Hongarije een groot deel van zijn grondgebied en bevolking verloor) en vonden er verkiezingen plaats in het gebied ten oosten van de Tisza. Op 19 juli 1920 stelde Horthy Pál Teleki als premier.
Na zijn ambtstermijn als premier, de kortste ooit in Hongarije, ging hij weer aan de slag in de financiële sector. Hij zetelde in de raad van bestuur van verschillende banken.